# Tosia Malamud

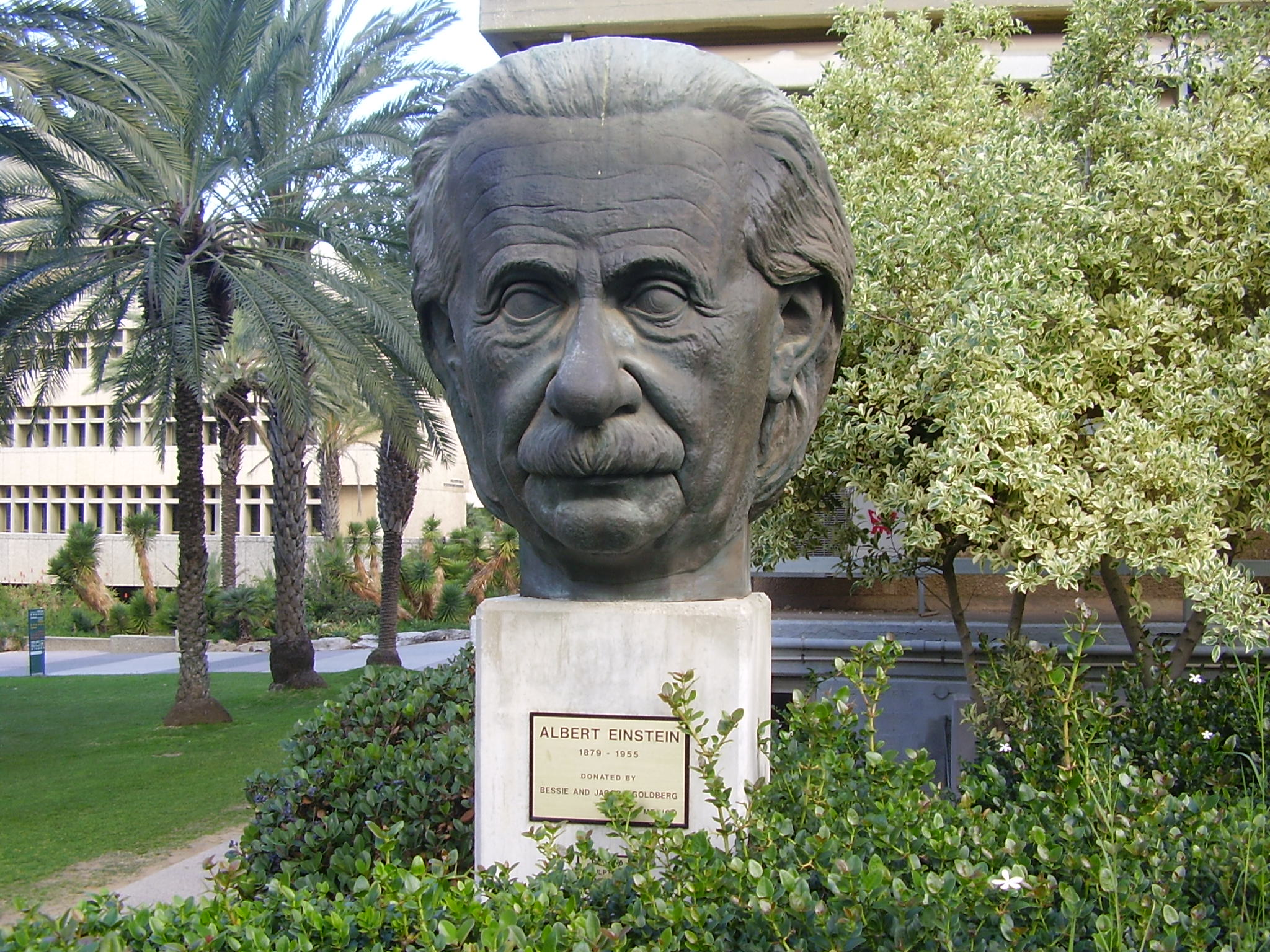
Buste d'Albert Einstein par Tosia Malamud.

Tosia Malamud était une sculptrice mexicaine d'origine ukrainienne, une des premières diplômées de l'école nationale des Arts Plastiques de Mexico. Elle a dépeint des célébrités et créé des sculptures sur les thèmes de la maternité, la famille ou l'enfance qu'on peut admirer au musée d'art moderne ou à l'hôpital Siglo XXI à Mexico. La familia est devenue iconique à l'institut mexicain de sécurité sociale et Viento au musée d'art contemporain de Morelia.

## Biographie
Tosia Malamud est née le 17 mars 1923, à Vinnytsia, à l'époque dans l'Union des républiques socialistes soviétiques, aujourd'hui en Ukraine, fille d'Isaac Malamud et de Liza Bakal. La famille fuit la dictature soviétique en 1927, alors qu'elle n'avait que quatre ans,,. Ils arrivèrent au Mexique la même année, et là son père s'attela à la publication du premier journal en yiddish en librairie, où un livre nommé Di Drai Vegn [Les trois chemins] fut publié, ainsi que les œuvres de poètes comme Itzjak Berliner, Yacov Glatz ou Moishe Glikovsky,.
Malamud fréquenta une école et un collège de Mexico et s'intéressa à l'art dès le plus jeune âge,. Au collège, elle eut l'occasion de travailler la céramique et surprit son professeur par son habileté à façonner des visages humains.
En 1940, Tosia Malamud intégra l'école nationale des arts plastiques contre la volonté de ses parents : il n'était pas convenable à l'époque pour une jeune fille d'étudier les arts. Parmi ses professeurs, les peintres Francisco Goitia, Luis Sahagún et Benjamín Coria ainsi que les sculpteurs Fidias Elizondo, Arnulfo Domínguez, Ignacio Asúnsolo et Luis Ortiz Monasterio,. Elle termina sa scolarité en trois ans, devenant une des premières femmes diplômées de l'école, avec Helen Escobedo, Ángela Gurría et Geles Cabrera.
En 1944 elle se maria avec Samuel Rubinstein, avec lequel elle eut deux enfants, Ethel et Mauricio. Durant leur enfance, elle mit son activité artistique entre parenthèses, ne travaillant qu'occasionnellement dans l'entrée de leur maison. Elle ne dispose d'un studio qu'à partir de 1952, partagé avec un autre artiste et qui lui permit de séparer ses vies professionnelle et familiale. Elle ne se consacra sérieusement à sa carrière qu'en 1954.
En 1967 elle divorça, puis se remaria en 1979 avec l'écrivain et journaliste Sergio Nudelstejer. Le couple assistait aux conférences et expositions ensemble, il partageait même un espace de travail, moitié bureau, moitié atelier.
Tosia Malamud est décédée le 16 juillet 2008 à Mexico.

## Carrière artistique
En 1954, elle eut deux expositions importantes, une au Salón de la Plástica Mexicana et l'autre à la galerie Havre du Centro Deportivo Israelita, qui attirérent l'attention des critiques sur son travail. Sa sculpture se distinguait des autres par l'emphase portée sur la représentation du mouvement. Sa carrière se poursuivit jusqu'à sa mort, avec plus de quarante expositions aux Mexique, États-Unis, Canada, Espagne, Pays-Bas, Bulgarie et Israel,. Ses expositions majeures eurent lieu au Palacio de Bellas Artes en 1959 puis au village des Jeux Olympiques d'été de 1968, lors desquels une de ses sculptures, La maternidad [La maternité] fut volée puis retrouvée. On peut aujourd'hui l'admirer au musée d'art moderne de Mexico,. La dernière grande exposition de sa vie eut lieu de novembre 2007 à mars 2008 à l'institut mexicain de sécurité sociale sur le Paseo de la Reforma à Mexico, commissionnée par son fils ,. Cet événement fut une rétrospective liée à la publication de son autobiographie, mais elle ne put y assister, pour raisons de santé,.
Elle a créé 38 sculptures monumentales de pierre et de bronze exposées en permanence dans les institutions et espaces publics de Mexico, plus 14 autres dans d'autres pays. Ses bustes de célébrités comprennent celui de l'écrivain Isaac Leib Peretz au Nuevo Colegio Israelita, plusieurs d'Albert Einstein au Parque México et à la faculté des sciences de l'Université de Tel Aviv, Rosario Catellanos à la faculté de philosophie et de lettres de l'Université nationale autonome du Mexique, Franz Kafka à la Bibliothèque nationale du Mexique, en plus de ceux de Miguel Hidalgo, José María Morelos y Pavón, Benito Juárez et Venustiano Carranza à l'immeuble Mexique de l'Université de Tel Aviv. Parmi ses autres sculptures : La maternidad au musée d'art moderne, La familia devant l'hôpital Siglo XII, Pareja Amorosa à Monterrey, La madre, primera maestro au Centro Deportivo Israelita et Penélope sur le Paseo de la Reforma,.
Tosia Malamud était membre du Salón de la Plástica Mexicana, de la Sociedad de Geografía y Estadística, de l'Academia Internazionale Tommaso Campanella à Rome et de l'Asociación Española de Pintores y Escultores à Madrid,. En 2008, sa biographie Tosia Malamud-La material tras la forma fut publiée par CONACULTA et en 2009, le Salón de la Plástica Mexicana lui rendit un hommage posthume,.

## Caractéristiques de son art
Elle fut influencée par ses professeurs, en particulier Fernando Ortiz Monasterio et Ignacio Asúnsolo qui lui transmirent des notions aussi bien libérales que conservatrices,. Au moment de l'obtention de son diplôme, le muralisme mexicain et son nationalisme prédominant ne l'intéressaient pas et elle préférait une tendance plus internationaliste,. Pour plusieurs raisons, elle s'opposait à un large pan de l'art mexicain, qui était d'une part dominé par les hommes, surtout la sculpture monumentale. La sculpture en général était moins valorisée que la peinture, surtout la peinture murale. Elle se consacra surtout au marbre et au bronze, mais s'essaya aussi à d'autres matériaux, comme l'acrylique, la pierre ou la céramique,.
Elle créa principalement deux types de sculptures : des bustes, d'inspiration classique,, et d'autres sculptures sur des thèmes comme la maternité, les enfants, des corps en mouvement et des poses de réflexion,. Elle a déclaré peu avant sa mort que son thème principal avait toujours été l'amour sous toutes ses formes, car c'était la base de la vie. Ses travaux ont souvent été classés dans le figurativisme abstrait, cependant on y a aussi perçu l'influence de la Nueva Figuración, de l'impressionnisme, du cubisme, ou de l'art fantastique. Bien qu'elle ne fît pas partie du mouvement muraliste, son art était aussi influencé par la culture mexicaine, en particulier ses éléments préhispaniques.

## References
- (en) Cet article est partiellement ou en totalité issu de l’article de Wikipédia en anglais intitulé « Tosia Malamud » (voir la liste des auteurs).

1. 1 2 3 4 5 6 7 8  (es) Merry MacMasters, « Tosia Malamud, mujer y artista que fue contra los cánones de su época » [« Tosia Malamud, woman and artista who was against the canons of her era »], La Jornada, Mexico City,‎ 23 mars 2009, p. 12 (lire en ligne, consulté le 23 avril 2013)
2. 1 2 3 4 5 6 7 8 9 10 11 12 13  (es) Manuel Taifeld, « Tosia Malamud, Gran retratista escultórica » [« Tosia Malamud, great bust maker »], Diario Judio, Mexico City,‎ 12 décembre 2012 (lire en ligne [archive du 23 janvier 2013], consulté le 23 avril 2013)
3. 1 2  (es) « Expo homenaje a Tosia Malamud » [« Exhibition/homage to Tosia »], El Sol de México, Mexico City,‎ 1er mars 2009 (lire en ligne, consulté le 23 avril 2013)
4. 1 2  (es) « Presentan libro sobre la escultora Tosia Malamud » [« Present book about sculptor Tosia Malamud »], NOTIMEX, Mexico City,‎ 19 février 2009
5. 1 2 3 4 5  (es) J. Manuel P. Morelos, « ¡Prefiero estar viva! No trabajo para la eternidad: Tosia Malamud » [« I prefer to be alive! I don’t work eternity »], La Jornada de Michoacán, Morelia,‎ 3 janvier 2007 (lire en ligne, consulté le 23 avril 2013)
6. 1 2 3 4 5 6 7 8 9  (es) Roberto Loera, « Se exhiben 45 escultoras de la artista Tosia Malamud, en el Salón de la Plástica Mexicana » [« Will exhibit 45 sculptures of artista Tosia Malamud, at the Salón de la Plástica Mexicana »], Mexico, INBAL, 19 février 2009 (consulté le 23 avril 2013)
7. ↑  (es) Judith Rodriguez, « Tosia Malamud », Mexico City, Artes e Historia magazine, 30 novembre 2007 (consulté le 23 avril 2013)
8. 1 2 3 4 5  (es) « Luto por el fallecimiento de la escultora Tosia Malamud » [« Mourning for the death of sculptor Tosia Malamud »], Diario Judio, Mexico City,‎ 1er septembre 2008 (lire en ligne, consulté le 23 avril 2013)
9. 1 2  (es) « Rinden homenaje a escultora Tosia Malamud con muestra retrospectiva » [« Pay homage to sculptor Tosia Malamud with a retrospective »], El Porvenir, Mexico City,‎ 14 novembre 2007 (lire en ligne [archive du 4 mars 2016], consulté le 23 avril 2013)
10. ↑  (es) « "Penélope" de Tosia Malamud en Reforma » [« Penelope of Tosia Malamud on Reforma »] [archive du 3 août 2012], Mexico City, Government of Mexico City, 24 février 2010 (consulté le 23 avril 2013)